# 萨比纳地区蒙特圣乔瓦尼
萨比纳地区蒙特圣乔瓦尼（義大利語：Monte San Giovanni in Sabina，又译为蒙特圣乔瓦尼-因萨比纳）是意大利列蒂省的一个市镇。总面积30.7平方公里，人口770人，人口密度25.1人/平方公里（2009年）。ISTAT代码为057043。